# Ekerö
Ekerö este un oraș în Suedia.

## Demografie
| \| Evoluția demografică a zonei urbane Ekerö, 1970–2015 \| Evoluția demografică a zonei urbane Ekerö, 1970–2015 \| Evoluția demografică a zonei urbane Ekerö, 1970–2015 \| Evoluția demografică a zonei urbane Ekerö, 1970–2015 \| Evoluția demografică a zonei urbane Ekerö, 1970–2015 \| \| --------------------------------------------------------------------------------------- \| ---------------------------------------------------- \| ---------------------------------------------------- \| ---------------------------------------------------- \| ---------------------------------------------------- \| \| An \| \| \| Locuitori \| \| \| 1970 \| 1970 \| \| 2.425 \| 2.425 \| \| 1975 \| 1975 \| \| 6.746 \| 6.746 \| \| 1980 \| 1980 \| \| 7.298 \| 7.298 \| \| 1990 \| 1990 \| \| 8.503 \| 8.503 \| \| 1995 \| 1995 \| \| 9.419 \| 9.419 \| \| 2000 \| 2000 \| \| 9.931 \| 9.931 \| \| 2005 \| 2005 \| \| 10.322 \| 10.322 \| \| 2010 \| 2010 \| \| 10.907 \| 10.907 \| \| 2015 \| 2015 \| \| 11.505 \| 11.505 \| \| Sursa: SCB - Statistika Centralbyrån, Folkmängden per tätort. Vart femte år 1960 - 2016 \| \| \| \| \| |      |  |           |        |
| Evoluția demografică a zonei urbane Ekerö, 1970–2015 |      |  |           |        |
| An |      |  | Locuitori |        |
| 1970 | 1970 |  | 2.425     | 2.425  |
| 1975 | 1975 |  | 6.746     | 6.746  |
| 1980 | 1980 |  | 7.298     | 7.298  |
| 1990 | 1990 |  | 8.503     | 8.503  |
| 1995 | 1995 |  | 9.419     | 9.419  |
| 2000 | 2000 |  | 9.931     | 9.931  |
| 2005 | 2005 |  | 10.322    | 10.322 |
| 2010 | 2010 |  | 10.907    | 10.907 |
| 2015 | 2015 |  | 11.505    | 11.505 |
| Sursa: SCB - Statistika Centralbyrån, Folkmängden per tätort. Vart femte år 1960 - 2016 |      |  |           |        |